# مسجد دونغوان
مسجد دونغوان (بالصينية:东关清真大寺)(بالبينين:Dōngguān Qīngzhēnsì)هو مسجد يقع في شينينغ عاصمة مقاطعة تشينغهاي في الصين.

## التاريخ
تم بناء مسجد دونغوان في القرن الرابع عشر الميلادي، وتم ترميمه مؤخرا، تاريخيا قام الجنرال ما تشى والجنرال ما بوفانغ بالسيطرة على مسجد دونغوان الكبير عندما أعلنوا الحكام العسكري لشينينغ وكافة مقاطعة تشينغهاي.

## العمارة
مسجد دونغوان له أقواس بيضاء ملونة على الامتداد الواسع خارج المبنى، كما أنه يحتوي على قبة خضراء بالإضافة لقبة أخرى بيضاء، ويحتوي المسجد أيضا على اثنتين من المآذن شاهقة الارتفاع .

## الصور

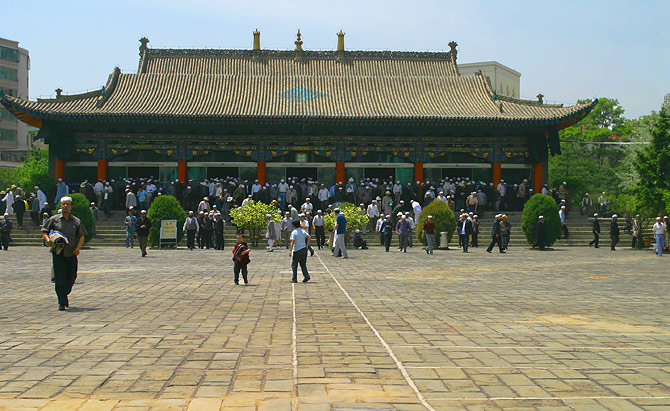
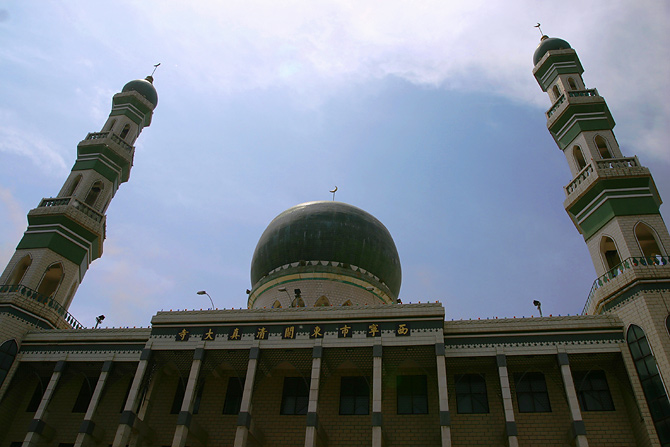
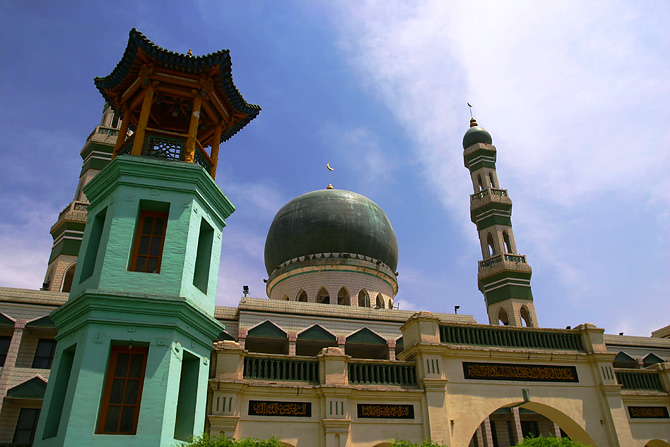
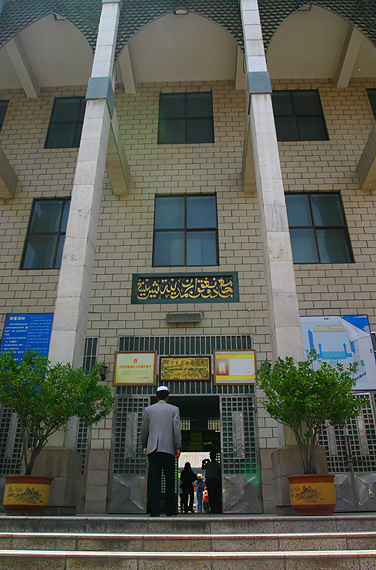
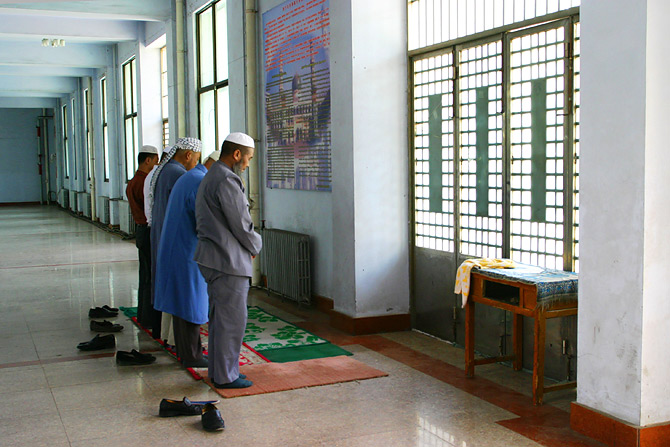